# Rio Aluniș (Săcuieu)
O Rio Aluniş (Săcuieu) é um rio da Romênia afluente do rio Săcuieu, localizado no distrito de Cluj.